# HMS Benbow (1913)
Za druge ladje glejte HMS Benbow.
HMS Benbow je bila bojna ladja razreda iron duke Kraljeve vojne mornarice.
Med prvo svetovno vojno je sodelovala v bitki pri Jutlandiji 31. maja 1916.